# John Kramer (darter)
John Kramer (Camp Lejeune, 15 december 1956) is een Amerikaans darter die uitkwam voor de WDF.
Kramer maakte zijn debuut op het World Professional Darts Championship 1982, waarin hij in de eerste ronde verloor van Tony Brown met 0-2.
Kramer werd winnaar van de WDF World Cup Team Champions 1985, samen met Dan Valletto, Rick Ney en Tony Payne.

## Resultaten op Wereldkampioenschappen

### BDO
- 1982: Laatste 32 (verloren van Tony Brown 0-2)

### WDF
- 1985: Laatste 64 (verloren van Danny Cunningham 0-4)